# 페르시아거미도마뱀붙이
페르시아거미도마뱀붙이(Agamura persica)는 페르시아 스파이더 게코(Persian spider gecko)라고 부르며, 낮에는 무척 덥고 밤에는 무척 추운 이란, 파키스탄, 아프가니스탄의 반사막 지역에 서식한다.
다리와 꼬리가 길고 가늘어서 거미처럼 보이며, 바위로 뒤덮인 서식지에서 기어오를 수 있다. 발가락은 가늘고 구부러져있으며 발톱이 있는데, 이러한 특징을 가진 도마뱀붙이류를 휜가락도마뱀붙이류(angular-toed gecko)라고 부른다. 본래 페르시아거미도마뱀붙이속에 속했던 다른 두 종 Agamura femoralis (Smith, 1933), Agamura misonnei (De Witte, 1973)은 각각 앤더슨(Anderson, 1999), 칸(Khan, 2003)이 거미도마뱀붙이속(en:Rhinogekko)으로 보냈다.

## 형태
암컷은 주둥이에서 항문까지 (SVL) 42- 77 mm, 꼬리는 34 - 59 mm 이고, 수컷은 주둥이에서 항문까지 35 - 65 mm, 꼬리는 27 - 59 mm이다.
페르시아거미는 몸의 윗부분은 밝은 회색 바탕에 노란색 반점이 나있으며, 폭이 사이의 길이와 비슷한 검은색 줄무늬가 여러 개 나있고, 배는 얼룩덜룩한 회색이다. 지역에 따라 다소의 색상과 형태적 변화가 존재하며, 이에 따라 두 아종으로 분류된다.

## 아종
- Agamura persica ssp. persica는 종의 분포 영역의 동부 지역 (이란 동부, 아프가니스탄)에서 발견되며, "하나는 뒷목(en:nape), 하나는 어깨 사이, 하나는 골반뼈에 나있는 세 개의 검은 가로 줄무늬"로 구분할 수 있다.[2]
- Agamura persica ssp. cruralis는 서부 지역 (이란의 대부분의 지역)에서 발견되며, "하나는 뒷목, 셋은 몸통, 하나는 골반뼈, 꼬리에는 9 - 10 개의 검은 가로 줄무늬"로 구분할 수 있다.[2]

## 습성
페르시아거미는 모래로 뒤덮인 반사막에 가까운 바위와 돌멩이가 널린 지면, 언덕의 경사지나 척박한 평원에 서식한다. 주로 야행성이지만 공기 17.5 °C, 표면 15.5 °C 정도의 온도가 되면 낮에 햇빛을 쬐며, 표면 온도가 44 °C 에 이를 때에도 활동할 수 있다. 페르시아거미의 잘 발달된 (하지만 움직일 수 없는) 윗"눈꺼풀"은 "햇빛가리개"의 역할을 수행하여 주행성 생활에 최적화되어 있다.
페르시아거미는 18 - 24 개월이면 번식이 가능한 크기로 자란다. 번식기는 3- 5월이며, 7월에 산란하고, 9월에 부화한다.

## 성숙
수컷은 반음경이 달려있으며, 옆에서도 부풀어오른 모습이 보인다. 수컷은 2 - 4 개의 항문전공(preanal pore)이 달려있지만, 사육번식된 개체의 경우 0 - 4 개이다. 암컷은 반음경도 항문전공도 존재하지 않는다. 아성체는 반음경이 없지만, 수컷 아성체는 부화한 후 3 - 4 개월이면 항문까지 대략 7 - 8 cm 에 달하는데, 보통 이맘때쯤에 반음경이 불룩하게 보이기 시작하고, 늦으면 4 - 6 개월 후에 시작될 수도 있다.

## 사진

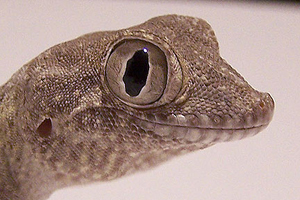
머리
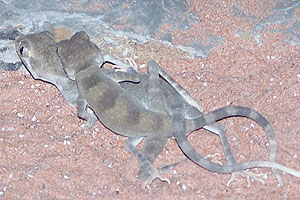
교미
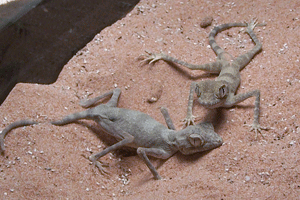
알을 묻는 암컷
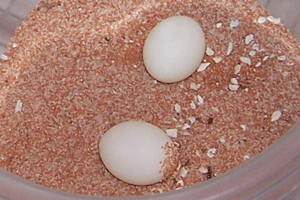
알
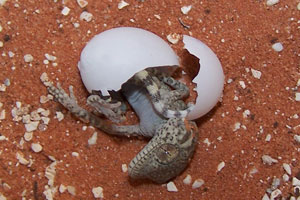
부화

## 참고 자료
- Agamura persica. The Reptile Database.
- Khan, M.S. 2003. Anmerkungen zur Morphologie, Verbreitung und den Habitatpräferenzen einiger pakistanischer Geckos. Sauria 25 (3): 35-47 [erratum in 25 (4): 27]
- Khan, M. S. (2005). An Overview of the Angular-toed Geckos of Pakistan (Squamata: Gekkonidae). Gekko, 4.2. 20-30.